# Други баронски рат
Други баронски рат назив је за грађански рат у Енглеској који је трајао од 1264. до 1267. године. Устанике је предводио Симон V Монфорт који је у бици код Левера успео заробити краља Хенрија и накратко преузети власт. Краљеве снаге предвођене принцем Едвардом нанеле су Симону пораз код Ившема чиме је устанак угушен.

## Узроци
Владавина Хенрија III (1216-1272) запамћена је по уставној кризи. Хенри је био слаб владар. На њега су током читаве владавине утицали пријатељи, миљеници и рођаци. Био је побожан човек те није могао одбити папин захтев да крене у рат против Фридриха II Хоенштауфена. За папу је прикупљао велике своте новца у Енглеској. Барони су најпре покушали да убеде Хенрија да паметније троши новац и да поштује одредбе Велике повеље слобода свог оца Јована без Земље. Када им то није пошло за руком, одбили су да му плаћају порез. На чело устаника стао је Симон V Монфорт. На пролеће 1258. године краљ Хенри ΙII је, не обазирући се на рђаву прошлогодишњу летину, од барона затражио трећину читавих прихода земље. Тада је дошло до прелома. Наоружани барони долазе на заседање у Вестминстер и натерају краља да одреди 24 човека ради спровођења опште политичке реформе. Комисија двадесетчетворице је исте године у Оксфорду поднела пројекат новог устава, тзв. „Оксфордски статути“ које су у Енглеској завели баронску олигархију. Сва власт пренета је на петнаесторицу барона без чије сагласности краљ није могао донети одлуке. Велико веће је укинуто и замењено малим већем од дванаест лица која су бирали барони. Тиме сукоби нису окончани. Обе стране прикупљају своје снаге за рат.

## Рат
Монфортове снаге заузимају већи део југоисточне Енглеске до 1263. године. У бици код Луиса Хенри је поражен и заробљен. Краљ није свргнут, али је Монфорт преузео власт у земљи. Током Монфортове краткотрајне владавине долази до развоја енглеског парламента. Он је сада обухватао и слојеве који нису припадали племству. Хенри и његов син Едвард и даље су били у кућном притвору. У наредном периоду, постојала је велика могућност да дође до преврата и да од краљевине настане република. Међутим, многи барони који су у почетку подржавали Монфорта почели су да сумњају у исправност његове борбе. Петнаест месеци касније, Хенријев син Едвард I (1272-1307) ослободио се заробљеништва и покренуо рат против Симона. Одлучујућа битка вођена је код Ившема 1265. године. У бици је страдао Монфорт, а Едвардове снаге односе велику победу. Шест месеци касније, ројалисти освајају и замак Кенилворт чиме је рат завршен. Монфортовим снагама дозвољено је да се извуку из замка. Хенри је враћен на престо. Жртве рата процењују се на око 15.000.